# ردنغ (باكينجهامشير)
ردنغ (بالإنجليزية: Radnage)‏ هي قرية وأبرشية مدنية تقع في المملكة المتحدة في إنجلترا. يقدر عدد سكانها بـ 658 نسمة . (بها طبيعة خلابه جدا )